# Ekbletomys
Ekbletomys hypenemus là một loài gặm nhấm trong tông Oryzomyini thuộc họ chuột Cricetidae đã tuyệt chủng có nguồn gốc từ các đảo Antigua và Barbuda, Antilles nhỏ. Nó được mô tả là loài duy nhất của phân loài "Ekbletomys" của chi Oryzomys vào năm 1962. Nó hiện được gọi là "Ekbletomys hypenemus" khi không có tên chính thức có sẵn. 

## Đặc điểm
Đặc điểm hình thái của nó chỉ ra rằng nó khác với Megalomys, bao gồm nhiều loại Antillean oryzomyines khác. Ekbletomys "được biết đến từ rất nhiều di chỉ xương phát hiện được từ Barbuda, bao gồm hơn một trăm xương chù và xương chày (xương của chân sau), bốn mảnh xương sọ (xương sọ). Các mấu vỏ (lưng) của các vòm cung (xương má) được định hướng vuông góc với trục chính của hộp sọ. Các răng hàm to. Vòm miệng ngắn, cho thấy "Ekbletomys" là một trong những loài chuột gạo Oryzomyini lớn nhất được biết đến.
Để định cư tại Barbuda và Antigua, "Ekbletomys" phải đến các hòn đảo thông qua việc vượt biển, có thể bằng phương tiện đi bè. Học giả Ray nghĩ rằng nó không thể xảy ra khi tổ tiên của con vật đến được hòn đảo này thông qua việc đi trên mặt nước (đảo nhảy) từ lục địa Nam Mỹ dọc theo Lesser Antilles đến Barbuda. Ngay cả khi mực nước biển giảm trong suốt thời Pleistocene, động vật vẫn phải vượt qua bảy rào chắn nước, một loạt các chuyến đi "không kém gì so với Sindbad". Thay vào đó, ông lập luận rằng con vật đã đến đảo trực tiếp trên một chiếc bè trôi dạt từ lục địa Nam Mỹ, có lẽ từ một trong những con sông lớn của lục địa này.